# 防汛牆

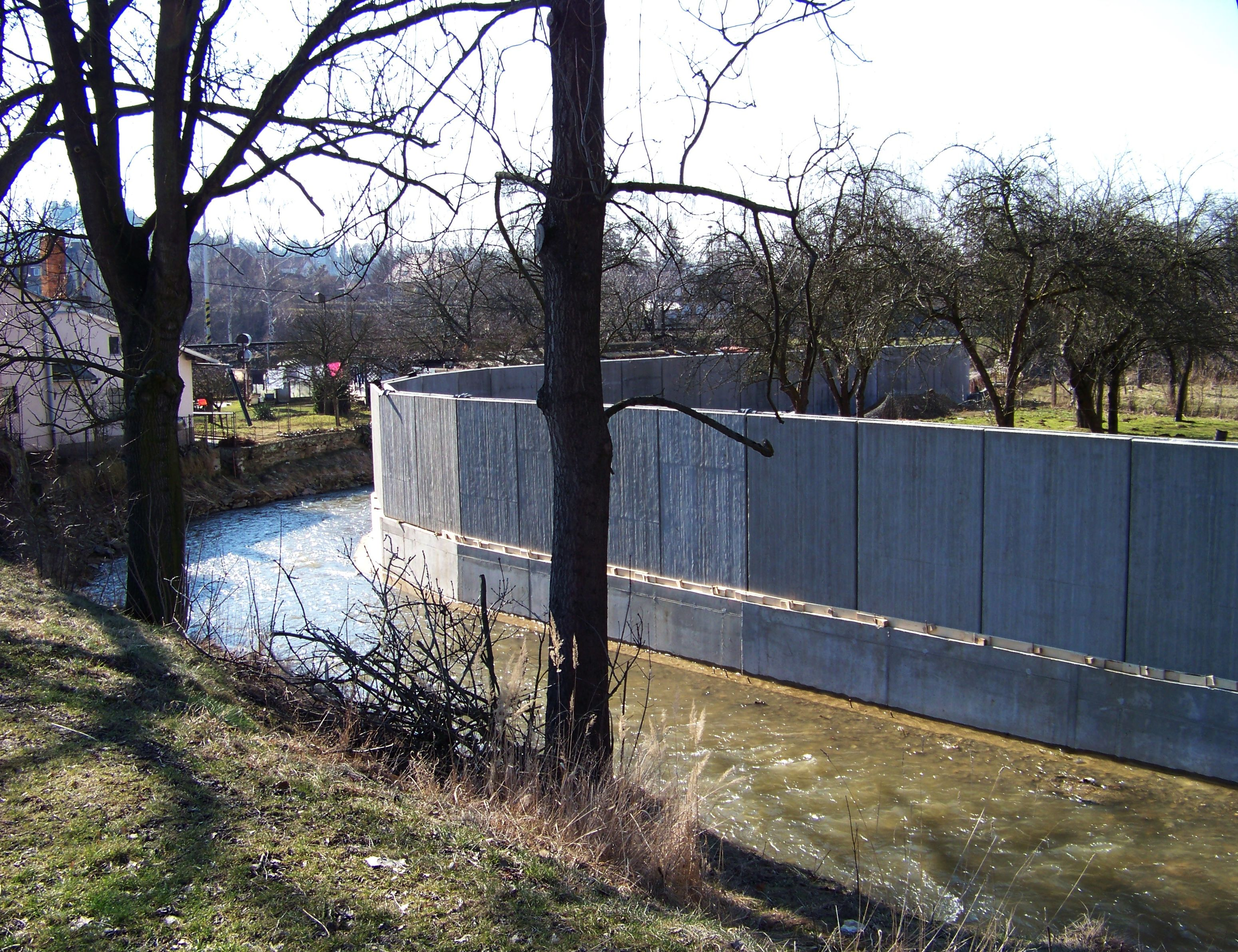
位於捷克薩扎瓦河畔茲魯奇的防洪墙

防汛牆又稱防洪牆，是一种建於河流邊的屏障，目的是當河水水位異常時阻止河水溢出到岸邊。防洪墙常見於途徑居住區、商業區或企業園區的河流邊，以避免建築受到洪水氾濫影響。防汛牆一般由鋼筋混凝土製成。